# Pavla Schorná
Pavla Schorná geborene Matyášová (* 14. Januar 1980) ist eine tschechische Biathletin, die auch auf Sommerbiathlon-Crosslauf spezialisiert hat.
Pavla Matyášová startet für St. Město. Sie nahm erstmals 2003 an Sommerbiathlon-Weltmeisterschaften teil und wurde bei den Wettkämpfen in Forni Avoltri Fünfte im Sprint, Siebte des Verfolgungsrennen und 12. des Massenstarts. Ein Jahr später in Osrblie war ein siebter Rang im Sprint das beste Resultat, die beiden übrigen Ergebnisse lagen außerhalb der Top Ten. Erfolgreicher verliefen die Weltmeisterschaften 2005 in Muonio mit den Rängen fünf im Sprint sowie sieben in der Verfolgung und im Massenstart. Gemeinsam mit Tereza Hlavsová, Klára Moravcová und Michaela Balatková gewann sie im Staffelrennen die Bronzemedaille. Noch erfolgreicher verliefen die Weltmeisterschaften 2006 in Ufa mit dem Gewinn der Mixed-Staffel-Silbermedaille an der Seite von Zdeňka Vejnarová, Jaroslav Soukup und Ondřej Moravec. Im Sprint wurde die Achte, in der Verfolgung lief sie auf Platz sechs. Eine weitere Medaille mit der Mixed-Staffel gewann Matyášová in derselben Besetzung wie im Vorjahr 2007 in Otepää die Bronzemedaille. Im Sprint wurde sie zudem Sechste, Siebte im Massenstart. In Haute-Maurienne folgten 2008 mit Platz sieben im Sprint und Acht in der Verfolgung weitere Top-Ten-Resultate.

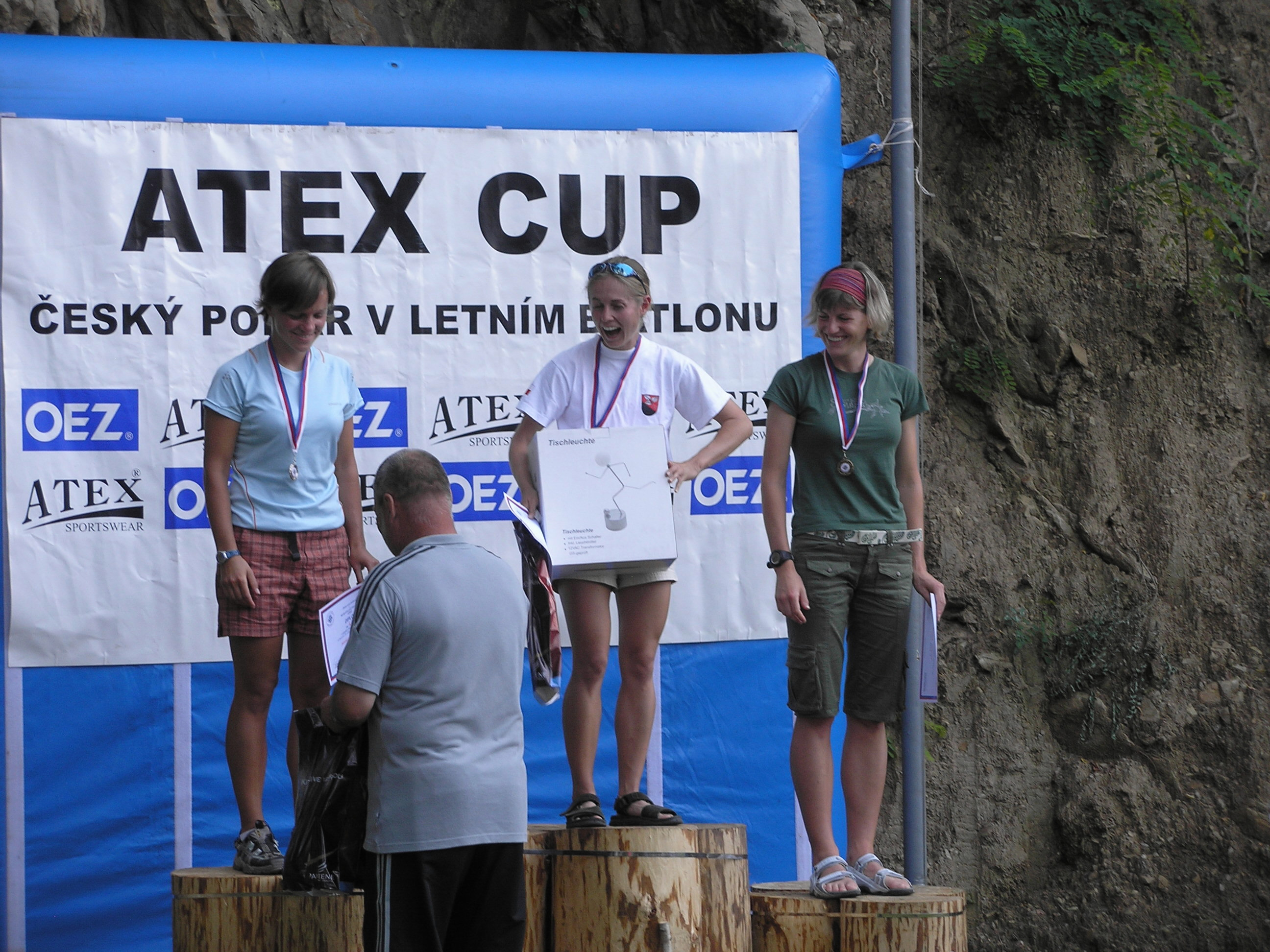
Matyášová (Mitte) als Siegerin beim Atex-Cup in Bystřice pod Hostýnem 2007 zwischen Michaela Balatková und Zuzana Tryznová

Auch bei den Sommerbiathlon-Europameisterschaften erreichte Matyášová häufig gute Resultate. 2005 in Bystřice pod Hostýnem gewann sie mit Moravcová, Soukup und Michal Šlesingr die Bronzemedaille im Mixed-Sprint. 2006 gewann sie in Cēsis neben Silber im Sprint hinter Nadeschda Starik erneut Bronze im Mixed mit Vejnarová, Luboš Schorný und Soukup. Auch 2007 in Tysowets gewann sie mit Michaela Balatková, Schorný und Pavel Shuchánek Mixed-Bronze. 2008 konnte die Tschechin mit Barbora Tomešová, Petr Balcar und Schorný sogar Silber. Zudem konnte sie hinter Jekaterina Sidorenko und Starik Bronze im Einzel gewinnen. Bei den Sommerbiathlon-Europameisterschaften 2010 in Osrblie verpasste sie in allen drei Rennen Medaillen knapp. Im Sprint wurde sie Fünfte, im Verfolger und mit der Mixed-Staffel wurde sie Vierte. Zu den erfolgreichsten Titelkämpfen wurden die Sommerbiathlon-Europameisterschaften 2011 in Martell. Schorná gewann die Titel im Sprint und der Verfolgung sowie mit Eva Puskarčíková, Luboš Schorný und Václav Bitala die Bronzemedaille im Mixed-Staffelrennen.